# Tirreno-Adriatico 2006
La Tirreno-Adriatico 2006, quarantunesima edizione della corsa e valevole come seconda prova del circuito UCI ProTour, si svolse in sette tappe dall'8 al 14 marzo 2006 e affrontò un percorso totale di 1090 km con partenza da Tivoli e arrivo a San Benedetto del Tronto. Fu vinta dall'olandese Thomas Dekker della Rabobank si impose in 27h32'14".

## Tappe
| Tappa  | Data     | Percorso                               | km    | Vincitore di tappa   | Leader cl. generale |
| ------ | -------- | -------------------------------------- | ----- | -------------------- | ------------------- |
| 1ª     | 8 marzo  | Tivoli > Tivoli                        | 167   | Paolo Bettini        | Paolo Bettini       |
| 2ª     | 9 marzo  | Tivoli > Frascati                      | 171   | Paolo Bettini        | Paolo Bettini       |
| 3ª     | 10 marzo | Avezzano > Paglieta                    | 183   | Óscar Freire         | Óscar Freire        |
| 4ª     | 11 marzo | Paglieta > Civitanova Marche           | 219   | Thor Hushovd         | Óscar Freire        |
| 5ª     | 12 marzo | Servigliano (Cron. individuale)        | 20    | Fabian Cancellara    | Thomas Dekker       |
| 6ª     | 13 marzo | San Benedetto del Tronto > San Giacomo | 164   | Leonardo Bertagnolli | Thomas Dekker       |
| 7ª     | 14 marzo | Campli > San Benedetto del Tronto      | 166   | Alessandro Petacchi  | Thomas Dekker       |
| Totale | Totale   | Totale                                 | 1 090 |                      |                     |

## Squadre e corridori partecipanti
Presero parte alla prova le venti squadre con licenza UCI ProTeam. Ammesse tramite l'assegnazione di wild-card furono Acqua & Sapone-Adria Mobil, Team Barloworld, Ceramiche Panaria-Navigare, Naturino-Sapore di Mare e Team LPR.
| N.      | Cod. | Squadra                          |
| ------- | ---- | -------------------------------- |
| 1-8     | RAB  | Rabobank                         |
| 11-18   | A&S  | Acqua & Sapone                   |
| 21-28   | A2R  | AG2R Prévoyance                  |
| 31-38   | BAR  | Team Barloworld                  |
| 41-48   | BTL  | Bouygues Télécom                 |
| 51-58   | CEI  | Caisse d'Epargne-Illes Balears   |
| 61-68   | PAN  | Ceramiche Panaria-Navigare       |
| 71-78   | COF  | Cofidis, le Crédit par Téléphone |
| 81-88   | C.A  | Crédit Agricole                  |
| 91-98   | DVL  | Davitamon-Lotto                  |
| 101-108 | DSC  | Discovery Channel                |
| 111-118 | EUS  | Euskaltel-Euskadi                |
| 121-128 | FDJ  | La Française des Jeux            |

| N.      | Cod. | Squadra                 |
| ------- | ---- | ----------------------- |
| 131-138 | GST  | DEUolsteiner            |
| 141-148 | LAM  | Lampre-Fondital         |
| 151-158 | LSW  | Liberty Seguros-Würth   |
| 161-168 | LIQ  | Liquigas                |
| 171-178 | NSM  | Naturino-Sapore di Mare |
| 181-188 | PHO  | Phonak Hearing Systems  |
| 191-198 | QSI  | Quick Step-Innergetic   |
| 201-208 | SDV  | Saunier Duval-Prodir    |
| 211-218 | CSC  | Team CSC                |
| 221-228 | LPR  | Team LPR                |
| 231-238 | MRM  | Team Milram             |
| 241-248 | TMO  | T-Mobile Team           |

## Dettagli delle tappe

### 1ª tappa
- 8 marzo: Tivoli > Tivoli - 167 km

Risultati
| Pos. | Corridore     | Squadra         | Tempo    |
| ---- | ------------- | --------------- | -------- |
| 1    | Paolo Bettini | Quick Step      | 4h08'55" |
| 2    | Erik Zabel    | Team Milram     | s.t.     |
| 3    | Thor Hushovd  | Crédit Agricole | s.t.     |

| Pos. | Corridore     | Squadra         | Tempo    |
| ---- | ------------- | --------------- | -------- |
| 1    | Paolo Bettini | Quick Step      | 4h08'45" |
| 2    | Erik Zabel    | Team Milram     | a 4"     |
| 3    | Thor Hushovd  | Crédit Agricole | a 6"     |

### 2ª tappa
- 9 marzo: Tivoli > Frascati – 171 km

Risultati
| Pos. | Corridore         | Squadra     | Tempo    |
| ---- | ----------------- | ----------- | -------- |
| 1    | Paolo Bettini     | Quick Step  | 4h03'19" |
| 2    | Erik Zabel        | Team Milram | s.t.     |
| 3    | Mychajlo Chalilov | Team LPR    | s.t.     |

| Pos. | Corridore         | Squadra     | Tempo    |
| ---- | ----------------- | ----------- | -------- |
| 1    | Paolo Bettini     | Quick Step  | 8h11'54" |
| 2    | Erik Zabel        | Team Milram | a 8"     |
| 3    | Mychajlo Chalilov | Team LPR    | a 16"    |

### 3ª tappa
- 10 marzo: Avezzano > Paglieta – 183 km

Risultati
| Pos. | Corridore      | Squadra       | Tempo    |
| ---- | -------------- | ------------- | -------- |
| 1    | Óscar Freire   | Rabobank      | 4h27'22" |
| 2    | Igor Astarloa  | Barloworld    | s.t.     |
| 3    | Riccardo Riccò | Saunier Duval | s.t.     |

| Pos. | Corridore         | Squadra      | Tempo     |
| ---- | ----------------- | ------------ | --------- |
| 1    | Óscar Freire      | Rabobank     | 12h39'26" |
| 2    | Alessandro Ballan | Lampre       | a 10"     |
| 3    | Davide Rebellin   | Gerolsteiner | s.t.      |

### 4ª tappa
- 11 marzo: Paglietta > Civitanova Marche – 219 km

Risultati
| Pos. | Corridore           | Squadra         | Tempo    |
| ---- | ------------------- | --------------- | -------- |
| 1    | Thor Hushovd        | Crédit Agricole | 5h21'13" |
| 2    | Alessandro Petacchi | Team Milram     | s.t.     |
| 3    | Óscar Freire        | Rabobank        | s.t.     |

| Pos. | Corridore         | Squadra  | Tempo     |
| ---- | ----------------- | -------- | --------- |
| 1    | Óscar Freire      | Rabobank | 18h00'35" |
| 2    | Alessandro Ballan | Lampre   | a 14"     |
| 3    | Luca Mazzanti     | Panaria  | s.t.      |

### 5ª tappa
- 12 marzo: Servigliano – Cronometro individuale – 20 km

Risultati
| Pos. | Corridore         | Squadra       | Tempo  |
| ---- | ----------------- | ------------- | ------ |
| 1    | Fabian Cancellara | Team CSC      | 27'37" |
| 2    | Leif Hoste        | Discovery Ch. | a 3"   |
| 3    | Thomas Dekker     | Rabobank      | a 18"  |

| Pos. | Corridore         | Squadra         | Tempo     |
| ---- | ----------------- | --------------- | --------- |
| 1    | Thomas Dekker     | Rabobank        | 18h28'44" |
| 2    | Jörg Jaksche      | Liberty Seguros | a 14"     |
| 3    | Alessandro Ballan | Lampre          | a 20"     |

### 6ª tappa
- 13 marzo: San Benedetto del Tronto > San Giacomo – 164 km

Risultati
| Pos. | Corridore            | Squadra       | Tempo    |
| ---- | -------------------- | ------------- | -------- |
| 1    | Leonardo Bertagnolli | Cofidis       | 4h40'40" |
| 2    | Alessandro Petacchi  | Team Milram   | s.t.     |
| 3    | Riccardo Riccò       | Saunier Duval | s.t.     |

| Pos. | Corridore         | Squadra         | Tempo     |
| ---- | ----------------- | --------------- | --------- |
| 1    | Thomas Dekker     | Rabobank        | 23h09'46" |
| 2    | Jörg Jaksche      | Liberty Seguros | a 14"     |
| 3    | Alessandro Ballan | Lampre          | a 20"     |

### 7ª tappa
- 14 marzo: Campli > San Benedetto del Tronto – 166 km

Risultati
| Pos. | Corridore           | Squadra     | Tempo    |
| ---- | ------------------- | ----------- | -------- |
| 1    | Alessandro Petacchi | Team Milram | 4h22'50" |
| 2    | Robbie McEwen       | Davitamon   | s.t.     |
| 3    | Paride Grillo       | Panaria     | s.t.     |

| Pos. | Corridore         | Squadra         | Tempo     |
| ---- | ----------------- | --------------- | --------- |
| 1    | Thomas Dekker     | Rabobank        | 27h32'14" |
| 2    | Jörg Jaksche      | Liberty Seguros | a 14"     |
| 3    | Alessandro Ballan | Lampre          | a 20"     |

## Evoluzione delle classifiche
| Tappa              | Vincitore            | Classifica generale | Classifica scalatori | Classifica a punti  | Classifica a squadre |
| ------------------ | -------------------- | ------------------- | -------------------- | ------------------- | -------------------- |
| 1ª                 | Paolo Bettini        | Paolo Bettini       | Matteo Priamo        | Paolo Bettini       | DEUolsteiner         |
| 2ª                 | Óscar Freire         | Paolo Bettini       | Daniele Contrini     | Paolo Bettini       | Crédit Agricole      |
| 3ª                 | Óscar Freire         | Óscar Freire        | Daniele Contrini     | Erik Zabel          | Rabobank             |
| 4ª                 | Thor Hushovd         | Óscar Freire        | José Joaquín Rojas   | Thor Hushovd        | Rabobank             |
| 5ª                 | Fabian Cancellara    | Thomas Dekker       | José Joaquín Rojas   | Thor Hushovd        | Discovery Channel    |
| 6ª                 | Leonardo Bertagnolli | Thomas Dekker       | José Joaquín Rojas   | Thor Hushovd        | Discovery Channel    |
| 7ª                 | Alessandro Petacchi  | Thomas Dekker       | José Joaquín Rojas   | Alessandro Petacchi | Discovery Channel    |
| Classifiche finali | Classifiche finali   | Thomas Dekker       | José Joaquín Rojas   | Alessandro Petacchi | Discovery Channel    |

## Classifiche finali

### Classifica generale
| Pos. | Corridore            | Squadra         | Tempo     |
| ---- | -------------------- | --------------- | --------- |
| 1    | Thomas Dekker        | Rabobank        | 27h32'14" |
| 2    | Jörg Jaksche         | Liberty Seguros | a 14"     |
| 3    | Alessandro Ballan    | Lampre          | a 20"     |
| 4    | Paolo Savoldelli     | Discovery Ch.   | a 40"     |
| 5    | Michael Boogerd      | Rabobank        | a 46"     |
| 6    | Leonardo Bertagnolli | Cofidis         | a 54"     |
| 7    | Ivan Basso           | Team CSC        | s.t.      |
| 8    | George Hincapie      | Discovery Ch.   | a 56"     |
| 9    | Karsten Kroon        | Team CSC        | a 58"     |
| SQ   | Tom Danielson        | Discovery Ch.   | a 59"     |

### Classifica a punti
| Pos. | Corridore           | Squadra         | Punti |
| ---- | ------------------- | --------------- | ----- |
| 1    | Alessandro Petacchi | Team Milram     | 37    |
| 2    | Thor Hushovd        | Crédit Agricole | 34    |
| 3    | Mychajlo Chalilov   | Team LPR        | 28    |
| 4    | Erik Zabel          | Team Milram     | 26    |
| 5    | Óscar Freire        | Rabobank        | 25    |

### Classifica scalatori
| Pos. | Corridore              | Squadra      | Punti |
| ---- | ---------------------- | ------------ | ----- |
| 1    | José Joaquín Rojas     | Liberty Seg. | 11    |
| 2    | Daniele Contrini       | Team LPR     | 11    |
| 3    | Matteo Priamo          | Panaria      | 8     |
| 4    | José Ignacio Gutiérrez | Phonak       | 7     |
| 5    | Alessandro Ballan      | Lampre       | 5     |

### Classifica a squadre
| Pos. | Squadra                | Tempo     |
| ---- | ---------------------- | --------- |
| 1    | Discovery Channel      | 82h38'09" |
| 2    | Team CSC               | a 17"     |
| 3    | Liberty Seguros-Würth  | a 2'40"   |
| 4    | DEUolsteiner           | a 2'58"   |
| 5    | Phonak Hearing Systems | a 3'34"   |

## Punteggi UCI
| Pos.           | Corridore            | Squadra         | Punti |
| -------------- | -------------------- | --------------- | ----- |
| 1              | Thomas Dekker        | Rabobank        | 51    |
| 2              | Jörg Jaksche         | Liberty Seguros | 40    |
| 3              | Alessandro Ballan    | Lampre          | 35    |
| 4              | Paolo Savoldelli     | Discovery Ch.   | 30    |
| 5              | Michael Boogerd      | Rabobank        | 25    |
| 6              | Leonardo Bertagnolli | Cofidis         | 23    |
| 7              | Ivan Basso           | Team CSC        | 15    |
| 8              | George Hincapie      | Discovery Ch.   | 10    |
| 9              | Alessandro Petacchi  | Team Milram     | 7     |
| 10             | Paolo Bettini        | Quick Step      | 6     |
| 11             | Karsten Kroon        | Team CSC        | 5     |
| 12             | Erik Zabel           | Team Milram     | 4     |
| Thor Hushovd   | Crédit Agricole      | 4               |       |
| Óscar Freire   | Rabobank             | 4               |       |
| 15             | Fabian Cancellara    | Team CSC        | 3     |
| 16             | Tom Danielson        | Discovery Ch.   | 2     |
| Riccardo Riccò | Saunier Duval        | 2               |       |
| Leif Hoste     | Discovery Ch.        | 2               |       |
| Robbie McEwen  | Davitamon            | 2               |       |

| Pos. | Squadra                            | Punti |
| ---- | ---------------------------------- | ----- |
| 1    | Discovery Channel Pro Cycling Team | 20    |
| 2    | Team CSC                           | 19    |
| 3    | Liberty Seguros-Würth              | 18    |
| 4    | DEUolsteiner                       | 15    |
| 5    | Phonak Hearing Systems             | 14    |
| 6    | Saunier Duval-Prodir               | 13    |
| 7    | Rabobank                           | 12    |
| 8    | T-Mobile Team                      | 11    |
| 9    | Euskaltel-Euskadi                  | 9     |
| 10   | Crédit Agricole                    | 6     |
| 13   | Quick Step-Innergetic              | 5     |
| 14   | Team Milram                        | 4     |
| 15   | Cofidis, le Crédit par Téléphone   | 2     |
| 16   | Caisse d'Epargne-Illes Balears     | 1     |

| Pos.      | Nazione     | Punti |
| --------- | ----------- | ----- |
| 1         | Italia      | 110   |
| 2         | Paesi Bassi | 81    |
| 3         | Germania    | 44    |
| 4         | Stati Uniti | 10    |
| 5         | Spagna      | 6     |
| 6         | Norvegia    | 4     |
| 7         | Svizzera    | 3     |
| 8         | Belgio      | 2     |
| Australia | 2           |       |